# أورورا لوكي
أورورا لوكي (بالإسبانية: Aurora Luque)‏ (20 سبتمبر 1962، ألمرية في إسبانيا)؛ مترجمة، كاتِبة، مُدرسة وشاعرة إسبانية.